# Johannisplatz 23 (München)

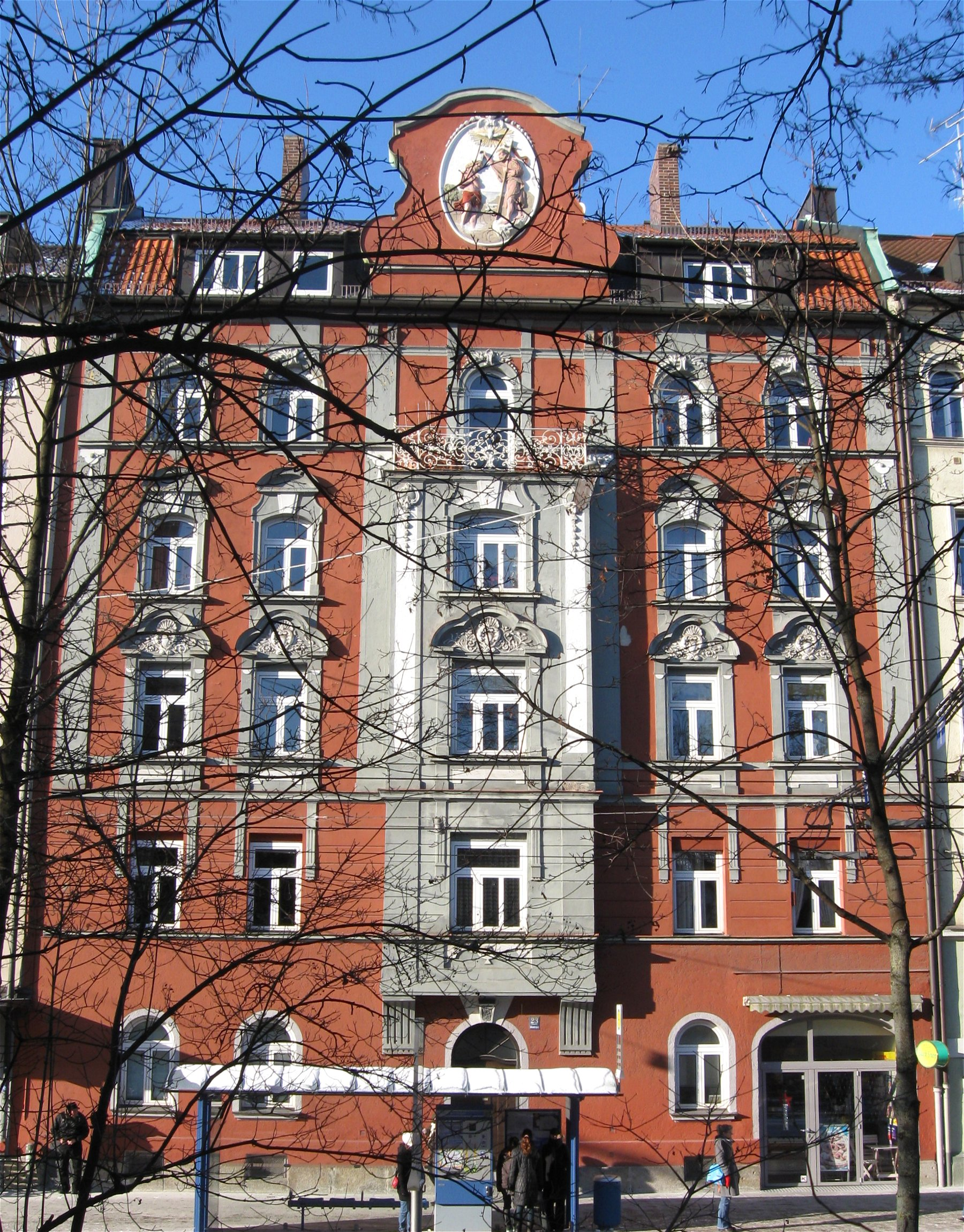
Haus Johannisplatz 23 in München-Haidhausen

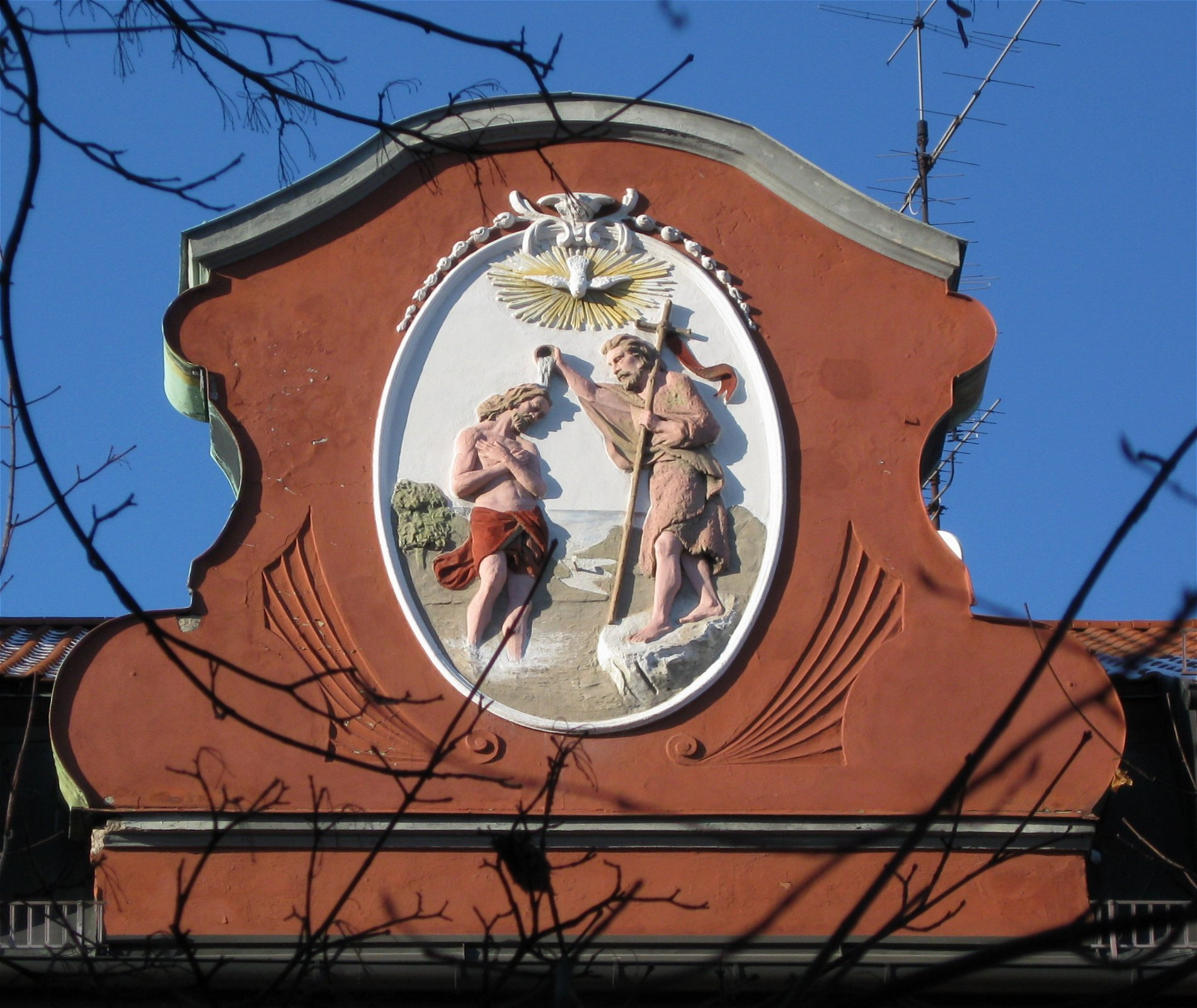
Relief mit der Taufe Jesu durch Johannes den Täufer

Das Wohnhaus Johannisplatz 23 ist ein denkmalgeschütztes Gebäude im Münchner Stadtteil Haidhausen.

## Geschichte
Das neubarocke Haus mit Erker wurde um 1900 errichtet. Im Schmuckgiebel ist als Relief die Taufe Jesu durch Johannes den Täufer dargestellt.